# Circuit Paul-Ricard
Pour les articles homonymes, voir Le Castellet, Paul Ricard (homonymie) et CPR.

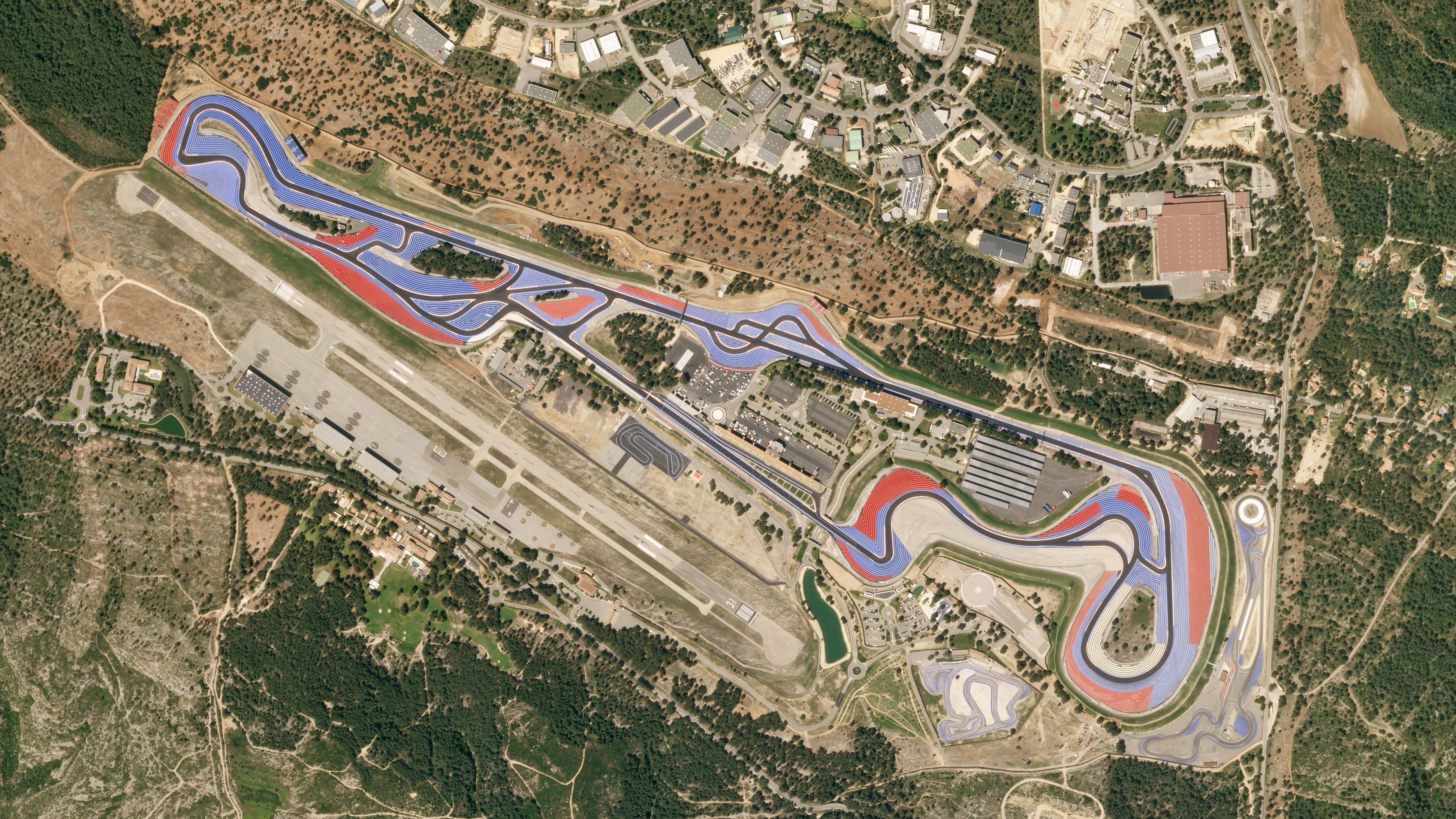
Vue par satellite du circuit et de l'aéroport du Castellet attenant, le 22 avril 2018.

Le circuit Paul-Ricard, situé au Castellet, est un circuit automobile français homologué Grade 1 par la Fédération internationale de l'automobile et la Fédération internationale de motocyclisme, inauguré en 1970 dans le département du Var, près des communes de Signes et du Castellet.
Fondé par Paul Ricard, le site possède un aéroport, des hôtels et des restaurants. Anciennement maire de Signes, Paul Ricard souhaitait créer un circuit-référence en matière de sécurité. 
Le circuit accueille de nombreuses compétitions nationales et internationales (GT, endurance voiture et moto, compétition camions, course à pied et vélo). Il a accueilli quatorze Grands Prix de France de Formule 1 de 1971 à 1990 et de nouveaux quatre de 2018 à 2022. 
Avec ses 133 employés, le circuit est un acteur économique majeur du département du Var, et plus largement de la région PACA, en effectuant 62 % de ses achats dans la région. En 2019, le circuit a généré un chiffre d'affaires de 22,63 M d'euros sur 239 jours d’exploitation.

## Historique
Paul Ricard commence, sur les mille hectares de rocaille du plateau du Camp entre Marseille et Toulon, par construire un aérodrome en 1962 pour ses affaires et pour desservir l'ouest varois.
L'idée vient alors de créer un circuit automobile et le projet est bouclé en dix mois. Les premiers projets, conçus par des architectes peu au fait du sport automobile étaient fades et Paul Ricard décida alors de confier le dessin du tracé à des pilotes de renom : Henri Pescarolo et Jean-Pierre Beltoise entre autres, furent invités à donner leur avis.
En trois cents jours est créée une piste de 5,810 km, avec notamment la fameuse ligne droite du Mistral de 1 800 m. Le circuit est à l'époque la référence en matière de tracé et de sécurité. À la suite d’une année de travaux, le circuit est inauguré, le 18 avril 1970. Le circuit organise dès 1971 le Grand Prix de France de Formule 1 (jusqu’en 1990) puis, en 1973 le Grand Prix moto. En 1978 la course d’endurance de 24 heures moto, le Bol d'or est organisé.
À la fin des années 1980, sous l'impulsion du président François Mitterrand, un nouveau circuit de standing international est mis en chantier dans la Nièvre, près de Nevers. De plus, les législations anti-alcool percent dans la société et le nom de Paul Ricard dérange. 1990 marque la dernière édition du Grand Prix de France de Formule 1 au Paul-Ricard car dès 1991 le circuit de Nevers Magny-Cours récupère l'évènement. Vieilli et en difficulté financière, le circuit n'est plus aux normes et perd le Grand Prix moto de France en 2000, le Bol d'or et l'organisation de la manche française du championnat du monde de Superbike et le Grand Prix Camion dont la dernière édition s'est déroulée en 1999.
Le circuit est racheté en 1999 par l'entreprise française Excelis dont le représentant est Bernie Ecclestone,. Le circuit se concentre sur l’innovation et la technique, et devient le High Tech Test Track, circuit exclusivement déestiné aux essais et au développement. Philippe Gurdjian lance un programme de développement en vue de faire du circuit un modèle avant-gardiste, novateur et à la pointe de la technologie. Il n'y a plus de spectateurs mais le circuit est enfin rentable. Il offre 247 combinaisons de piste différentes, dont la plus grande mesure 5,858 km et la plus courte 828 m,,,.
Le complexe comprend aussi une piste d'atterrissage pouvant accueillir des jets et un circuit de karting, la Karting Test Track (KTT), qui reprend les mêmes principes que la piste auto en matière de sécurité. La piste de karting est longue de 964 m, elle est supervisée par Frédéric Julien et offre des stages de pilotage.
Philippe Gurdjian, après neuf années de présidence, quitte ses fonctions de PDG du circuit fin juin 2008 pour s'occuper de la piste d'Abou Dabi dont il est le concepteur. Tancrède Barale lui succède au poste de directeur général. Le nouvel organigramme est le suivant : la direction du circuit Paul-Ricard HTTT est confiée à Gérard Neveu, l'hôtel du Castellet à Arnaud Potdevin et l'aéroport international du Castellet à Didier Pianelli,,,.
Depuis 2002, de nouveaux virages enrichissent le tracé originel pour répondre à des nouvelles attentes et perfectionner la sécurité. Des zones de dégagement en asphalte à surface abrasive remplacent les bacs à graviers.

## Réouverture au public et retour du Grand Prix de Formule 1
Gérard Neveu, jusqu'alors directeur des pistes, est nommé directeur du circuit le 1er septembre 2008. Après dix ans de fermeture au public, la nouvelle direction opère un revirement et décide d'une réouverture au public et du retour de compétitions officielles sur le circuit.
La décision est prise de construire une tribune de 4 000 places face aux stands et d'appliquer une politique tarifaire populaire. La réouverture a lieu le 8 mars 2009 à l'occasion des essais Le Mans Series. La tribune, avec une entrée à 15 euros, affiche complet.
Après diverses courses remportant plus ou moins de succès, la compétition de niveau international revient avec le FIA GT. À cette occasion la direction aménage une butte au Beausset et ouvre les tribunes du virage du pont (Grand Prix Hall). L'épreuve est courue sur le tracé 1C-V2 de 5,842 km. Depuis 2010 le circuit accueille les manches d'ouverture de la Formule 3 Euro Series et des Le Mans Series (les 6 Heures du Castellet).
En 2014, le Grand Prix Camions est organisé suivi, en 2015, du retour du Bol d'or et de la première édition de l'Évènement Vélo.
En 2011, le Premier ministre français François Fillon ouvre une commission « Grand Prix de France » pour ramener la Formule 1 en France à partir de 2011, au Castellet, en alternance avec le Grand Prix de Belgique. Elle est animée notamment par un de ses anciens collaborateurs, Gilles Dufeigneux, délégué aux grands événements sportifs, Éric Boullier (patron de l'écurie Lotus Renault GP), et le directeur du circuit Paul-Ricard, Gérard Neveu. Dans ce contexte, un nouveau directeur, Stéphane Clair, ancien haut responsable de l'aéroport Marseille-Provence et président de la société NPO, est nommé pour une prise de fonctions le 26 septembre 2011.
Après 28 ans d’absence, la Formule 1 retourne au Castellet, le 24 juin 2018. De nombreuses infrastructures sont mises en place pour accueillir cet événement dans les meilleures conditions : 46 000 places en tribunes autour du circuit, création d’un nouveau media center de 500 places, construction d'un paddock III de 16 000 m2, ouverture de trois nouvelles portes d'accès spectateurs, construction de la tour de chronométrage Richard Mille et aménagement de nouvelles passerelles piétonnes.

## Tracé
Inspiré des courses d’endurance de grande vitesse et dessiné par Charles Deutsch, le circuit est d'abord imaginé en forme de triangle agrémenté par deux lignes droites favorisant la vitesse. Cette idée est à l'origine de la ligne droite du Mistral, longue de 1,8 km, permettant d'atteindre 300 km/h.
Sous l'influence de Jean-Pierre Beltoise et d'autres experts du sport automobile, la largeur de piste est établie à 12 mètres contre 9 pour la plupart des circuits de l'époque. L'importance de la succession de virages techniques et la présence de rails et de zones de dégagement sont pris en compte par Paul Ricard et mis en place dès les premiers travaux.
Le tracé offre 247 solutions différentes de piste (de 826 m à 5,861 km) et 25 virages. Le « 5,8 km » est le plus grand tracé qui accueille la majorité des compétitions et des essais aérodynamiques. Le « 3,8 km » est plus souvent utilisé pour la moto tandis que la piste école de 1,8 km est destinée aux stages de conduite.

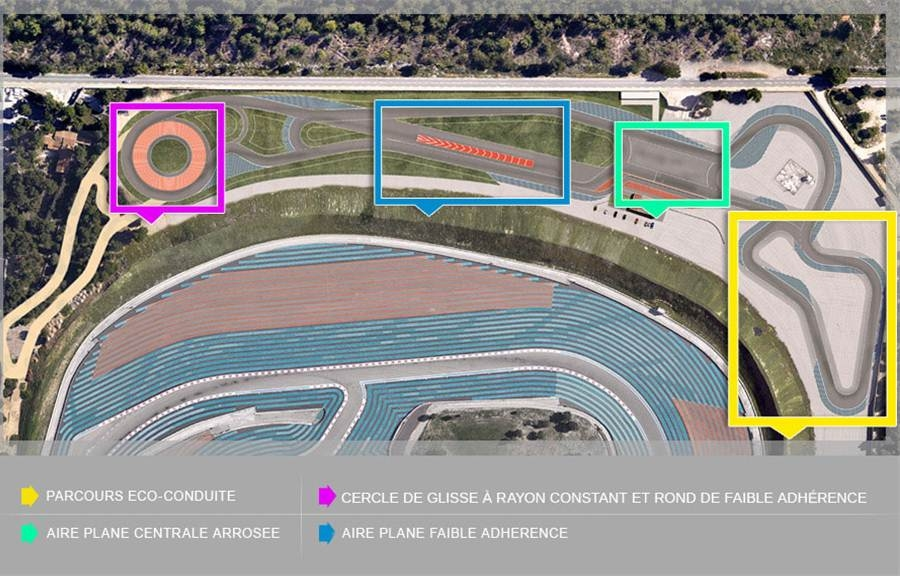
Plan de la Piste École d'1,8 km située près de la courbe de Signes et du double droite du Beausset.
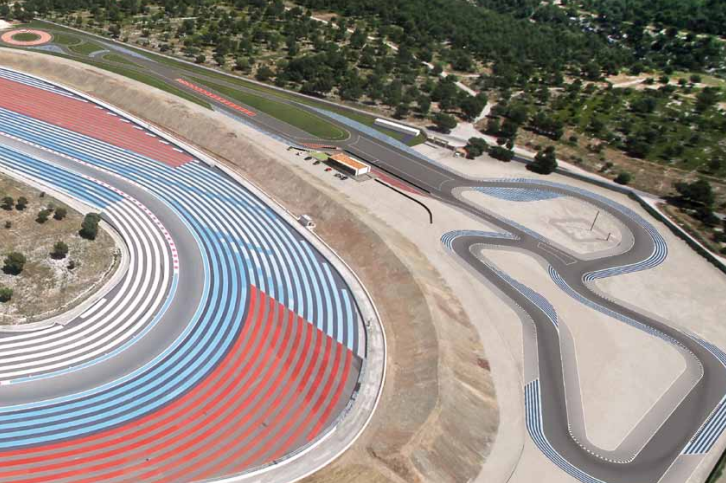
Le parcours « Écoconduite » de la Piste École du Driving Center.
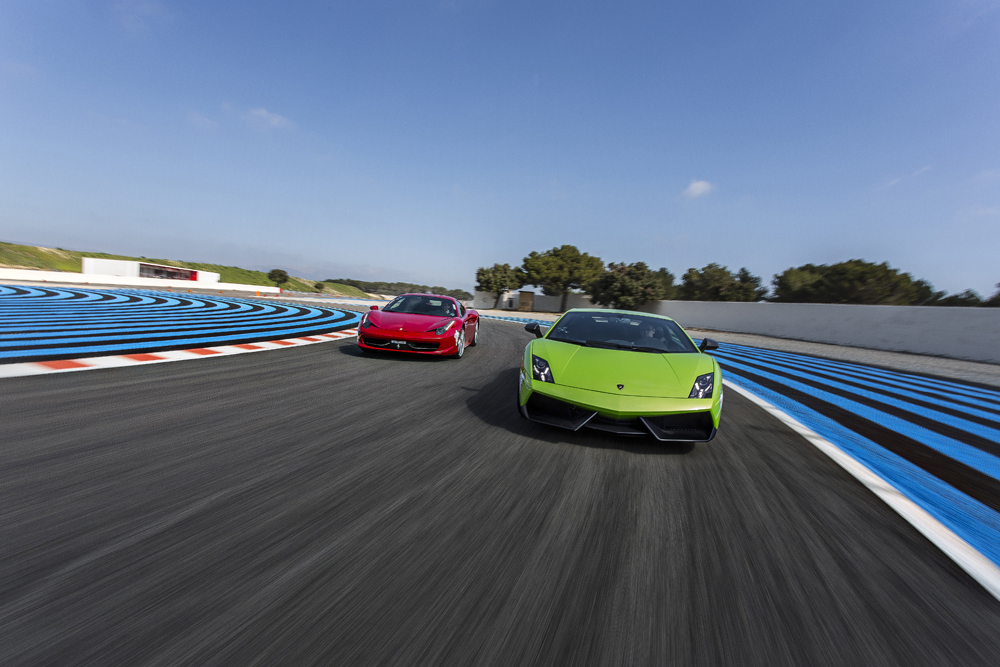
Une Ferrari 458 Italia et une Lamborghini Gallardo LP570-4 Superleggera sur la Piste École (ou Driving Center).

## Palmarès

### Grands Prix de Formule 1
| Année     | Vainqueur                                 | Écurie                                    | Date                                      | Résultats                                 |
| --------- | ----------------------------------------- | ----------------------------------------- | ----------------------------------------- | ----------------------------------------- |
| 1971      | Jackie Stewart                            | Tyrrell-Ford                              | 4 juillet                                 | Résultats                                 |
| 1973      | Ronnie Peterson                           | Lotus-Ford                                | 1er juillet                               | Résultats                                 |
| 1975      | Niki Lauda                                | Ferrari                                   | 6 juillet                                 | Résultats                                 |
| 1976      | James Hunt                                | McLaren-Ford                              | 4 juillet                                 | Résultats                                 |
| 1978      | Mario Andretti                            | Lotus-Ford                                | 2 juillet                                 | Résultats                                 |
| 1980      | Alan Jones                                | Williams-Ford                             | 29 juin                                   | Résultats                                 |
| 1982      | René Arnoux                               | Renault                                   | 25 juillet                                | Résultats                                 |
| 1983      | Alain Prost                               | Renault                                   | 17 avril                                  | Résultats                                 |
| 1985      | Nelson Piquet                             | Brabham-BMW                               | 7 juillet                                 | Résultats                                 |
| 1986      | Nigel Mansell                             | Williams-Honda                            | 6 juillet                                 | Résultats                                 |
| 1987      | Nigel Mansell                             | Williams-Honda                            | 5 juillet                                 | Résultats                                 |
| 1988      | Alain Prost                               | McLaren-Honda                             | 3 juillet                                 | Résultats                                 |
| 1989      | Alain Prost                               | McLaren-Honda                             | 9 juillet                                 | Résultats                                 |
| 1990      | Alain Prost                               | Ferrari                                   | 8 juillet                                 | Résultats                                 |
| 1991-2017 | Non couru                                 | Non couru                                 | Non couru                                 | Non couru                                 |
| 2018      | Lewis Hamilton                            | Mercedes                                  | 24 juin                                   | Résultats                                 |
| 2019      | Lewis Hamilton                            | Mercedes                                  | 23 juin                                   | Résultats                                 |
| 2020      | Annulé à cause de la pandémie de Covid-19 | Annulé à cause de la pandémie de Covid-19 | Annulé à cause de la pandémie de Covid-19 | Annulé à cause de la pandémie de Covid-19 |
| 2021      | Max Verstappen                            | Red Bull Racing                           | 20 juin                                   | Résultats                                 |
| 2022      | Max Verstappen                            | Red Bull Racing                           | 24 juillet                                | Résultats                                 |

### Grand Prix moto

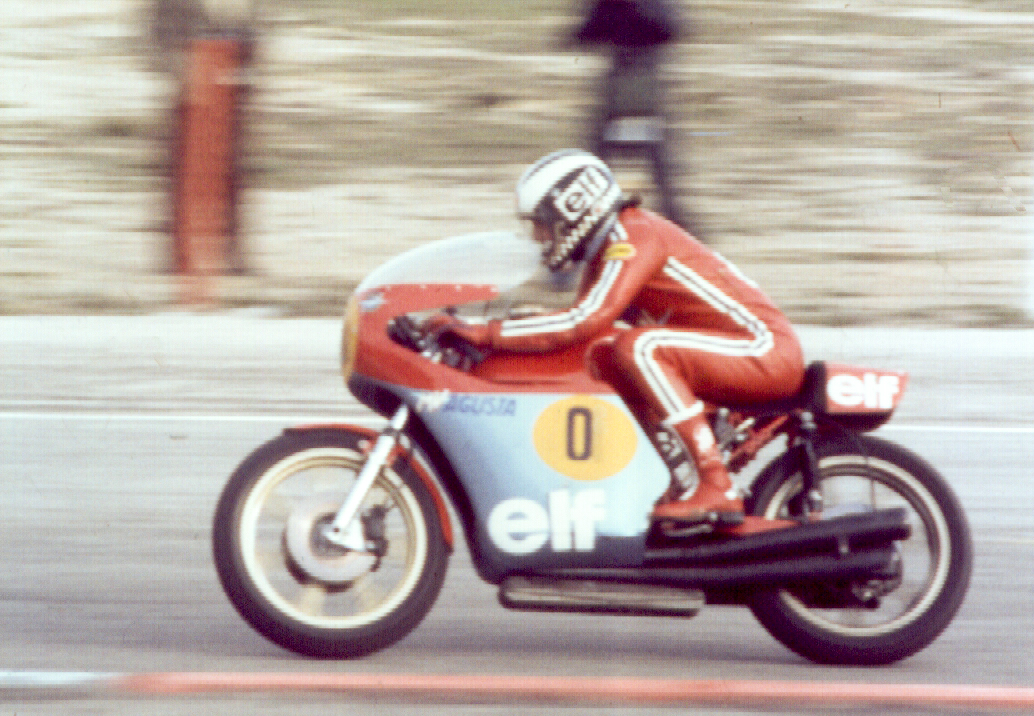
Phil Read sur MV Agusta 500 cm3 avec un surprenant n° zéro au Grand Prix de France moto 1975. Il finira à la 3e place.

Le Grand Prix s’est disputé sur différents circuits au cours de son histoire : le circuit de Charade (Puy-de-Dôme) entre 1959 et 1967, le circuit du Mans à de nombreuses reprises depuis 1969 en alternance avec le circuit Paul Ricard du Castellet, utilisé lui, pour la première fois en 1973, le circuit Paul Armagnac de Nogaro en 1978 et 1982 et le circuit de Nevers Magny-Cours une seule fois en 1992.
En 1991, deux Grands Prix du championnat du monde ont été disputés la même année en France : le Grand Prix de France au Paul Ricard le 21 juillet mais aussi le Grand Prix de vitesse du Mans sur le circuit du Mans le 8 septembre en remplacement du Grand Prix du Brésil annulé pour des raisons de sécurité.
L'épreuve se court depuis 2000 au Mans sur le circuit Bugatti.

### Épreuve de Formule 2
La course du Castellet de Formule 2 est une course de monoplaces, qui sert de support au Grand Prix automobile de France. L'épreuve remplace l'épreuve de Magny-Cours et compte pour le championnat de Formule 2 FIA depuis 2018.

### Bol d'or
2015 marque le retour du Bol d'or sur le circuit Paul-Ricard. Environ 74 000 spectateurs assistent à une course très disputée. Le team Kawasaki SRC gagne la compétition alors que le SERT est sacré champion du monde FIM EWC.
En 2016, pour la première fois, un équipage entièrement féminin, le Girls Racing Team, se qualifie et termine l'épreuve à la 23e place (12e dans la catégorie (SST)).

### 4 Heures du Castellet
Les 4 Heures du Castellet sont réservées aux voitures de sport (ou Sport-prototypes) et voitures grand tourisme (GT). Cette course se déroule traditionnellement au printemps et s'est disputée au sein de diverses compétitions comme le Championnat du monde des voitures de sport, le Championnat BPR, le Championnat FIA des voitures de sport et les Le Mans Series. Depuis 2014, la course appartient au championnat European Le Mans Series.

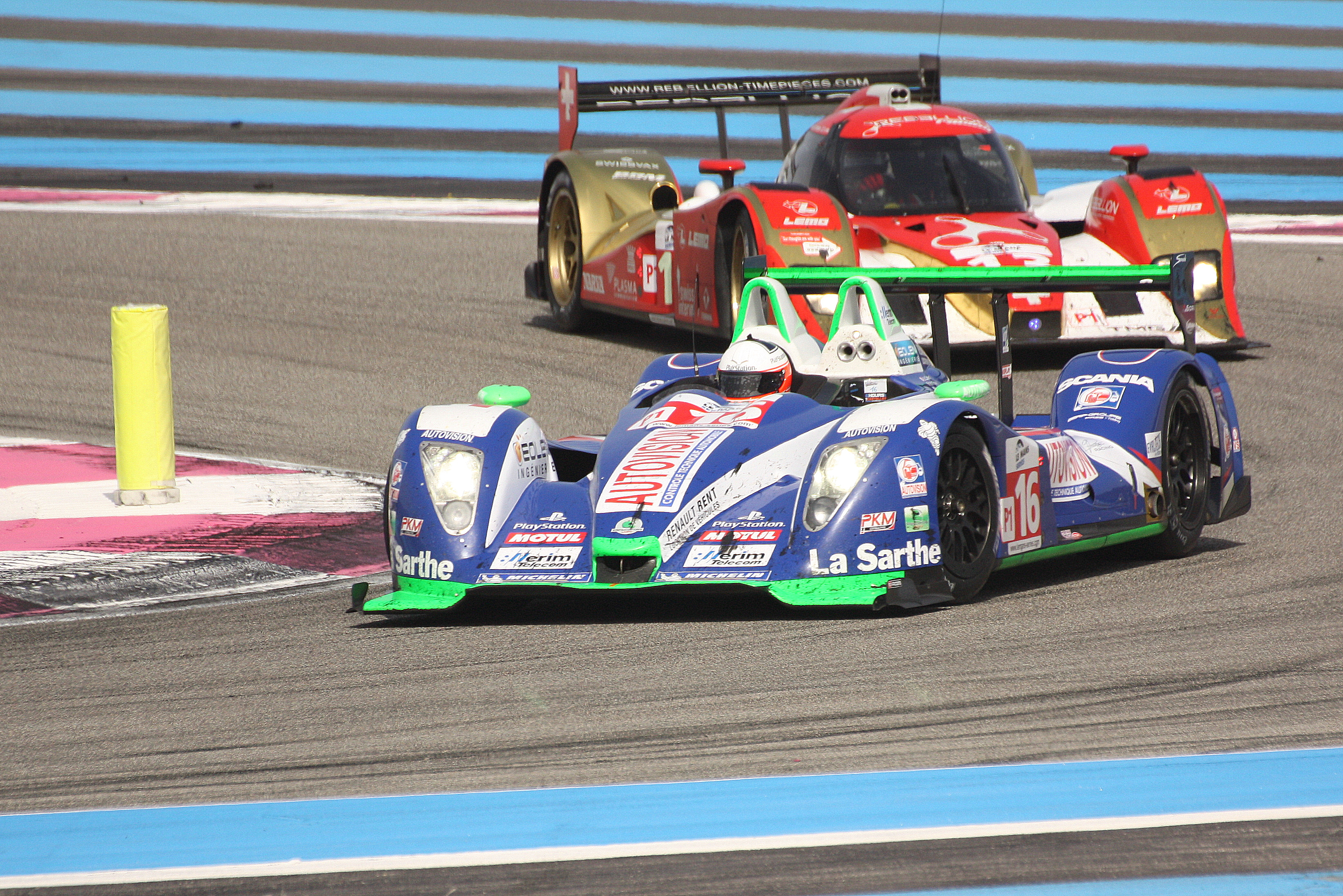
La Pescarolo 01 devant la Rebellion Lola B10/60 en 2011.
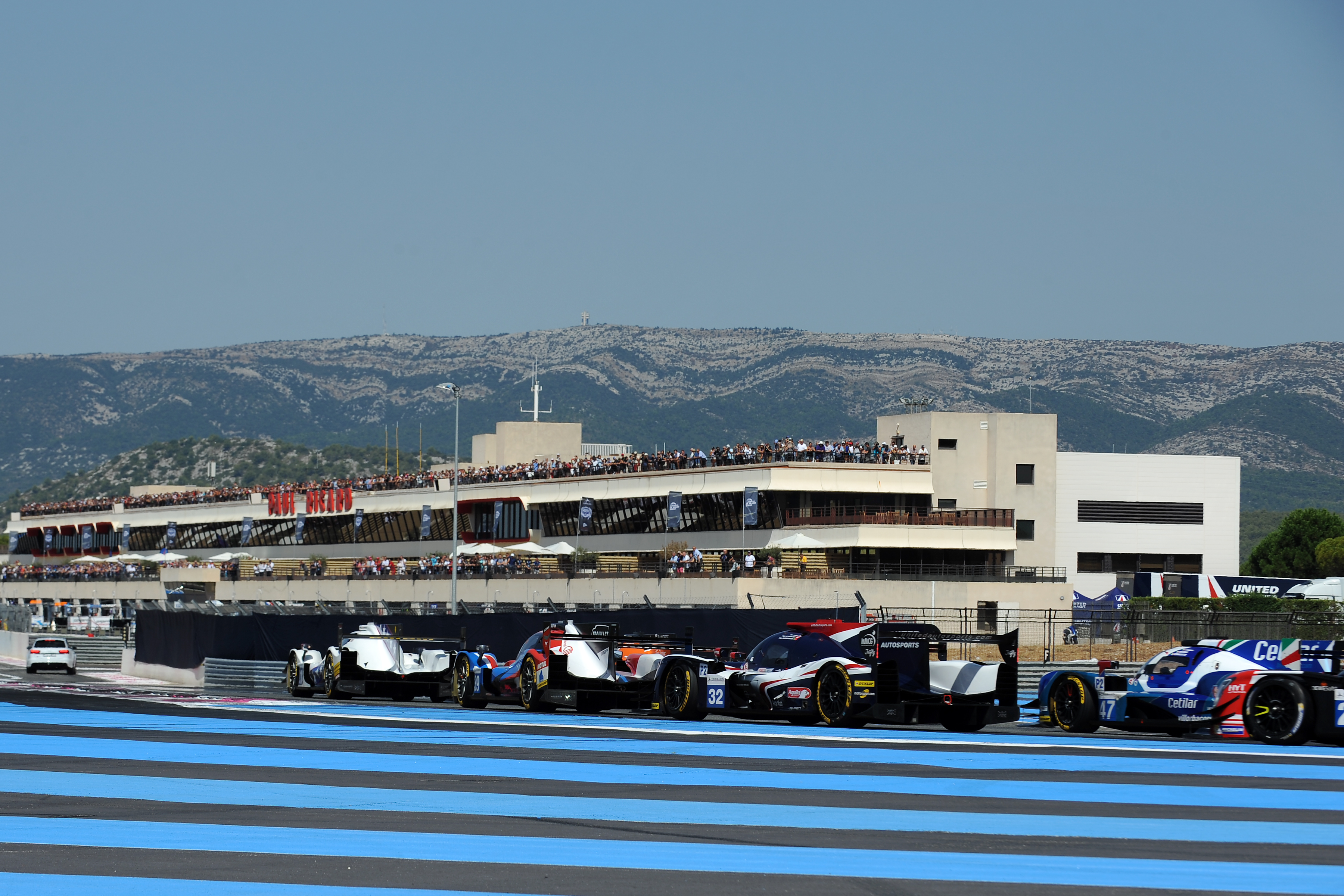
Le départ de l'épreuve en 2017
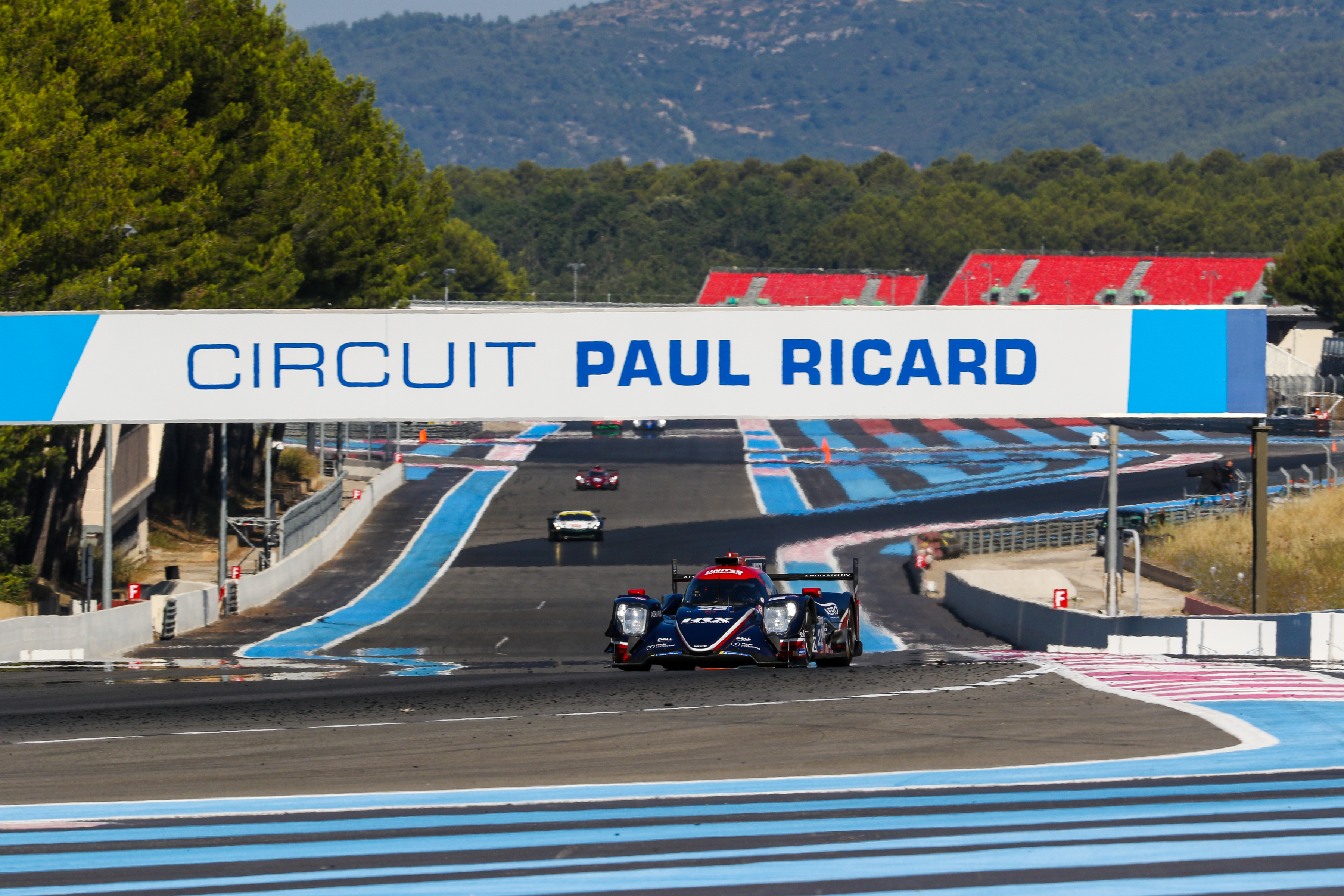
L'Oreca 07 de l'écurie United Autosports dans la ligne droite du mistral en 2020.

## Galerie

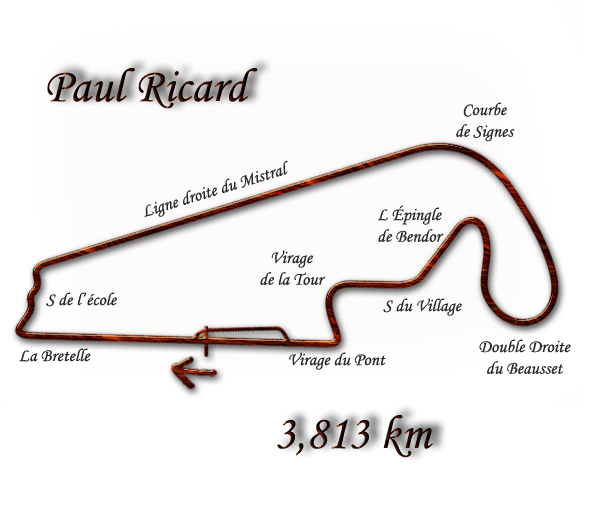
Le tracé de 1986 à 1990.
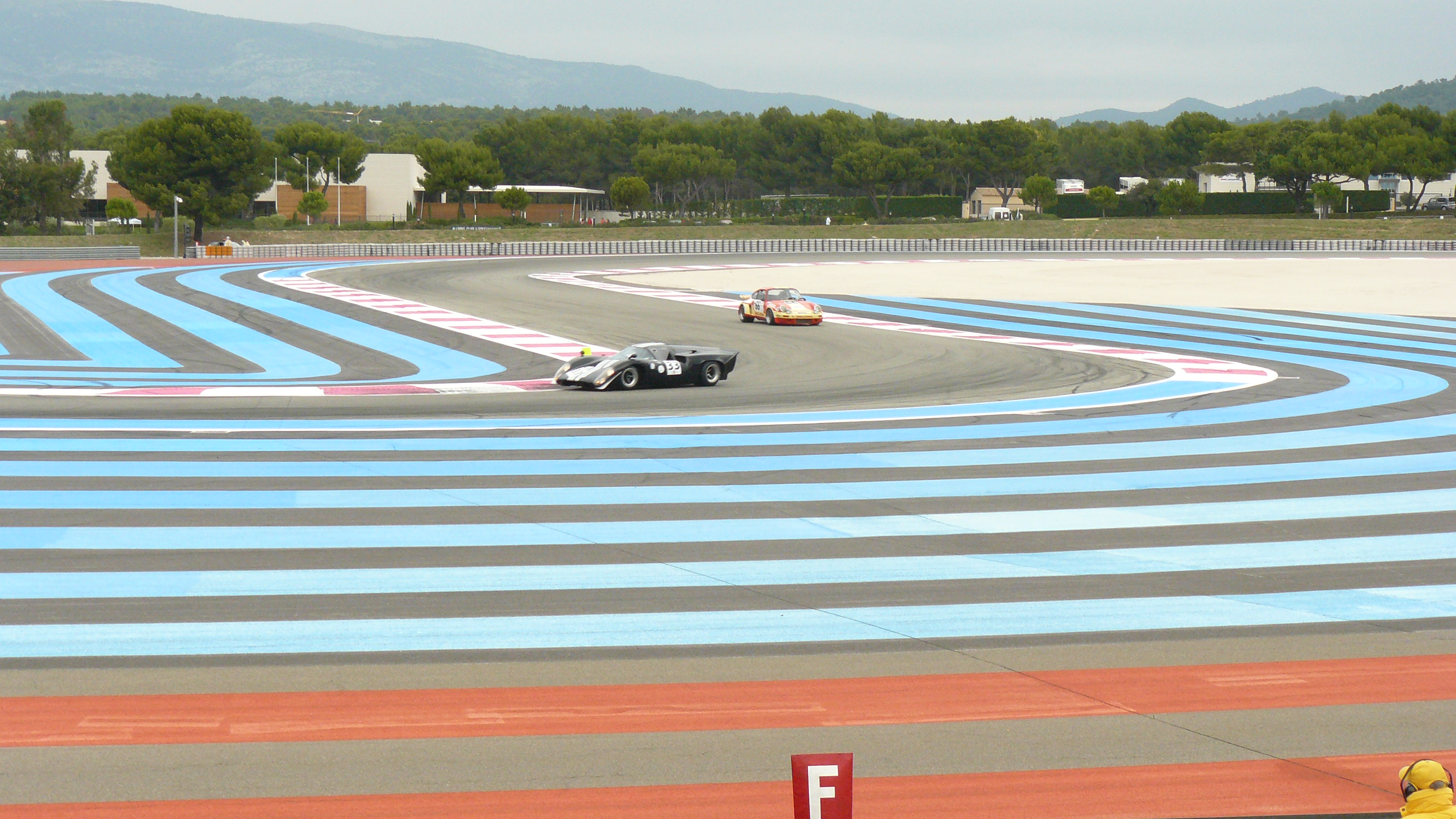
Le virage du pont et de la tour.
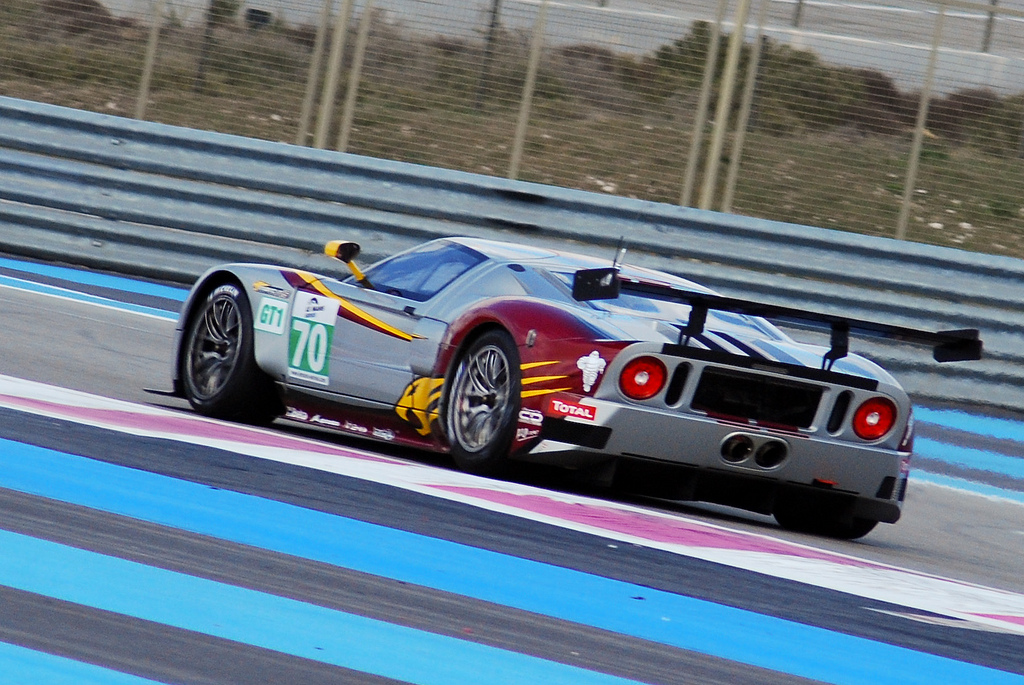
Une Ford GT du championnat FIA GT.
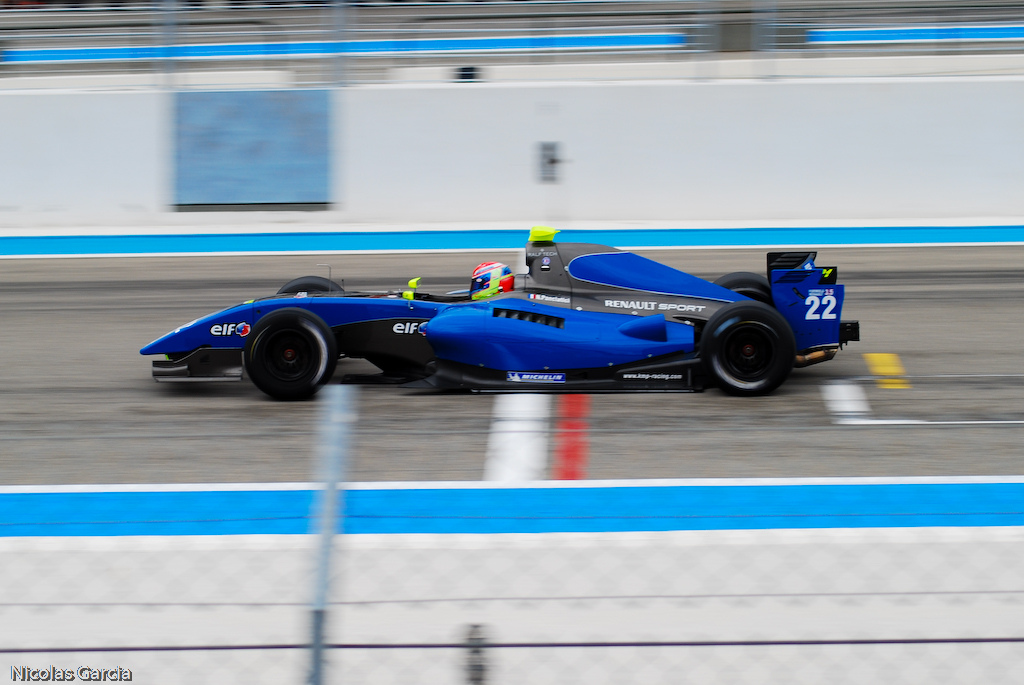
Nelson Panciatici pilotant une Formule Renault 3.5 des World Series by Renault.
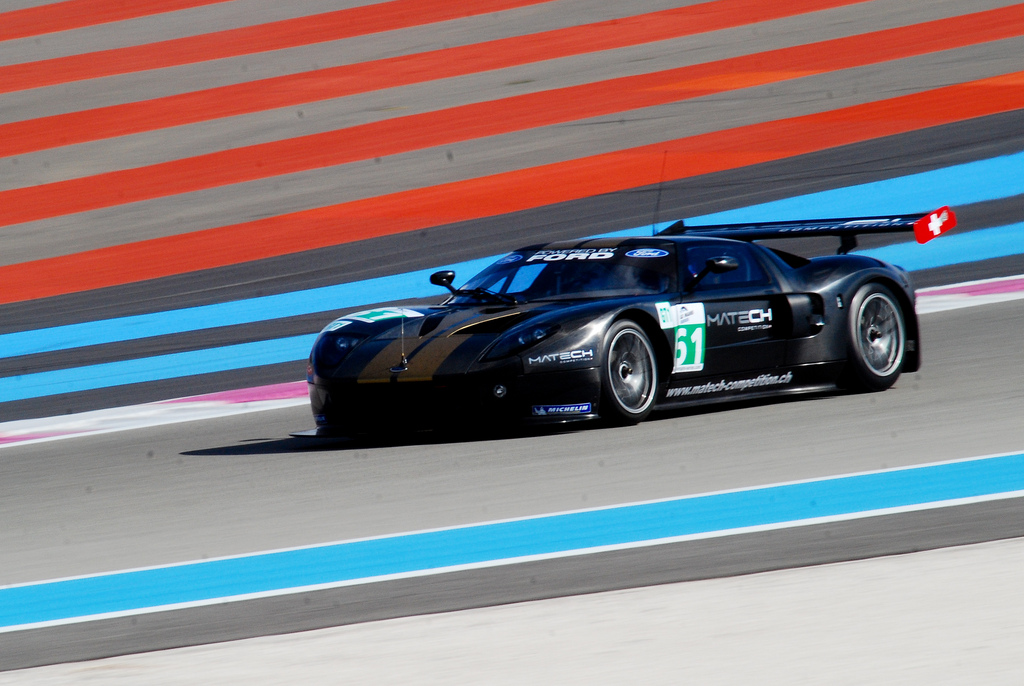
Une Ford GT Matech du FIA GT.
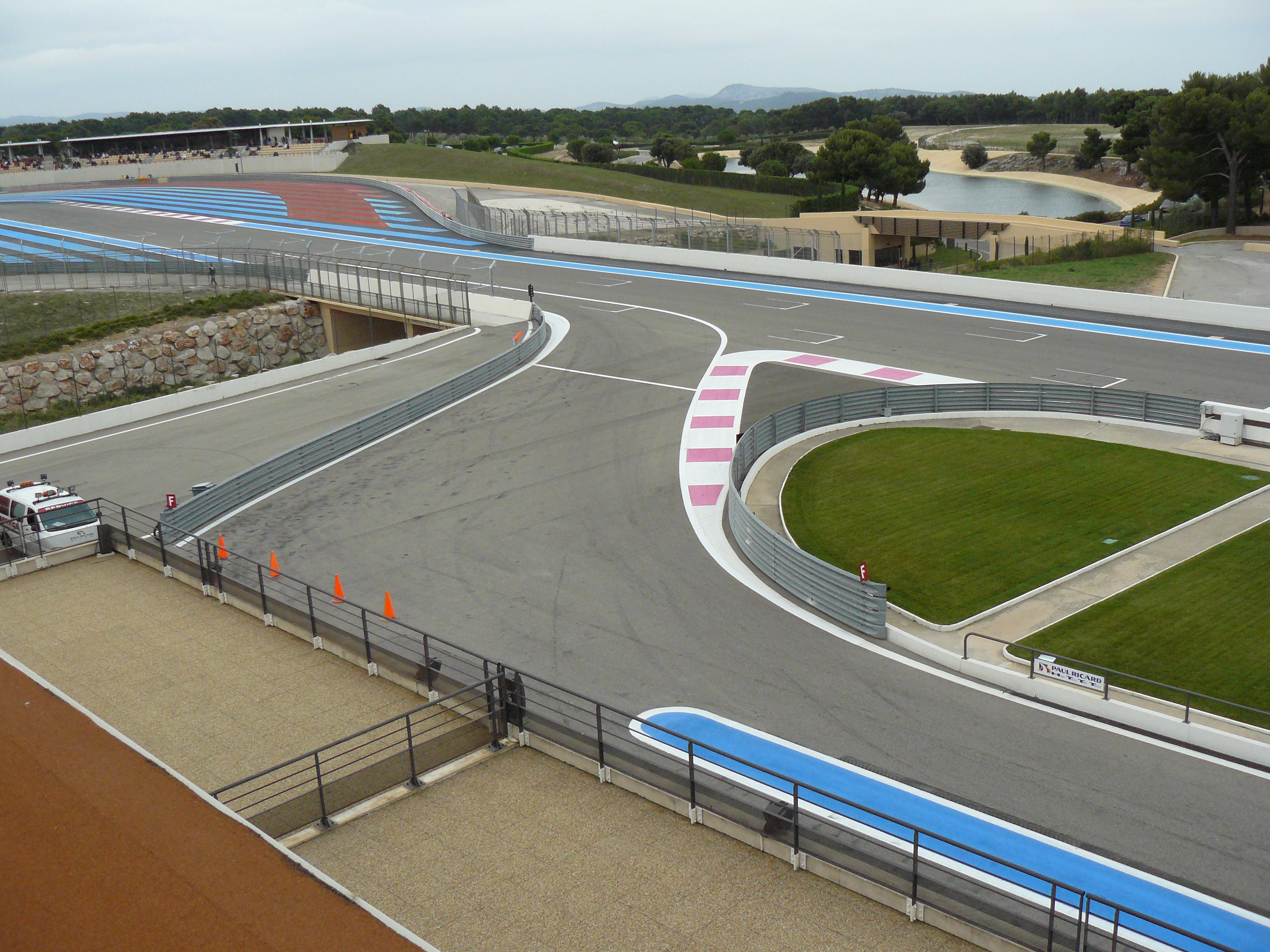
L'entrée des stands.
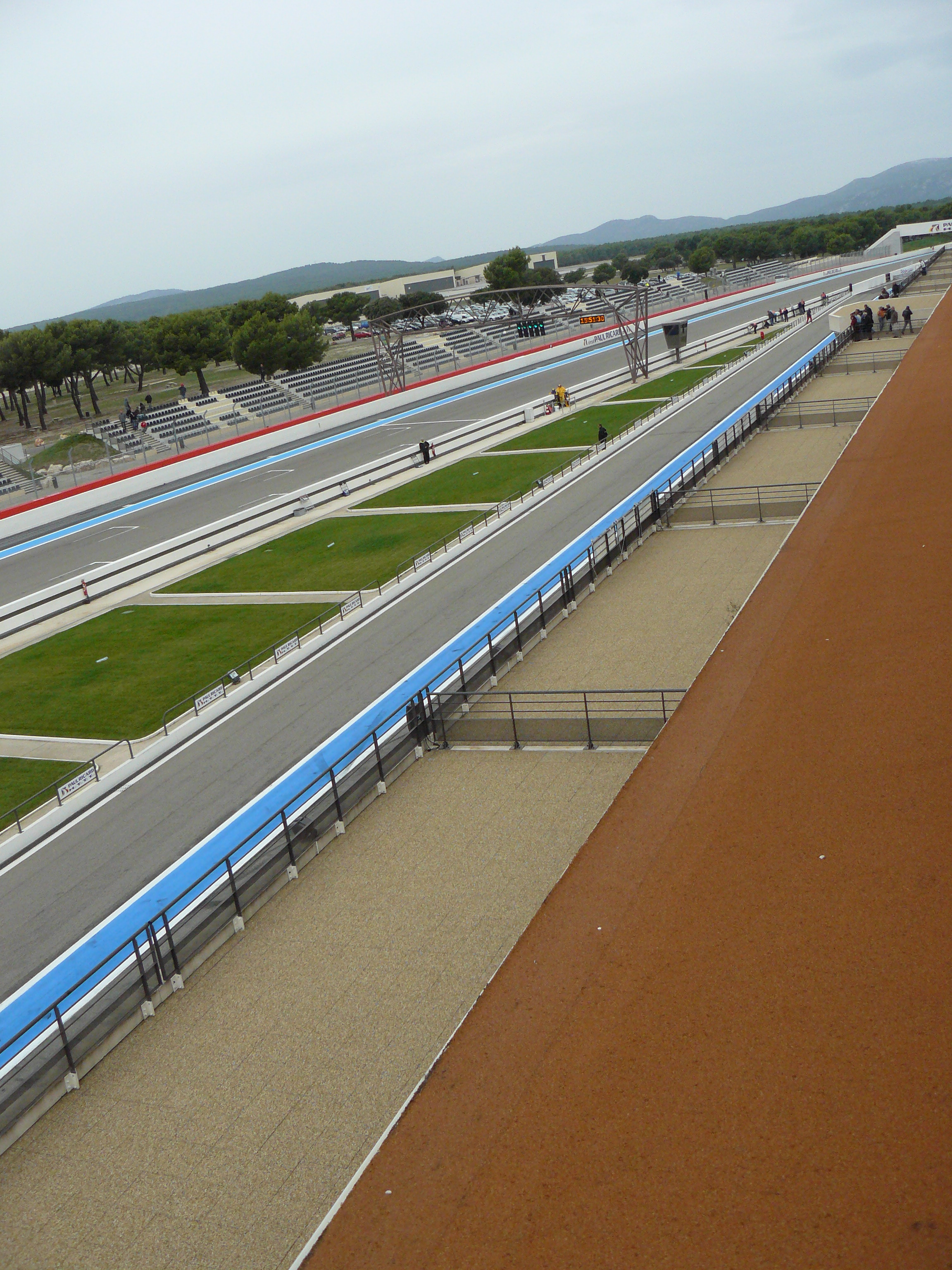
La voie des stands et les nouvelles tribunes.
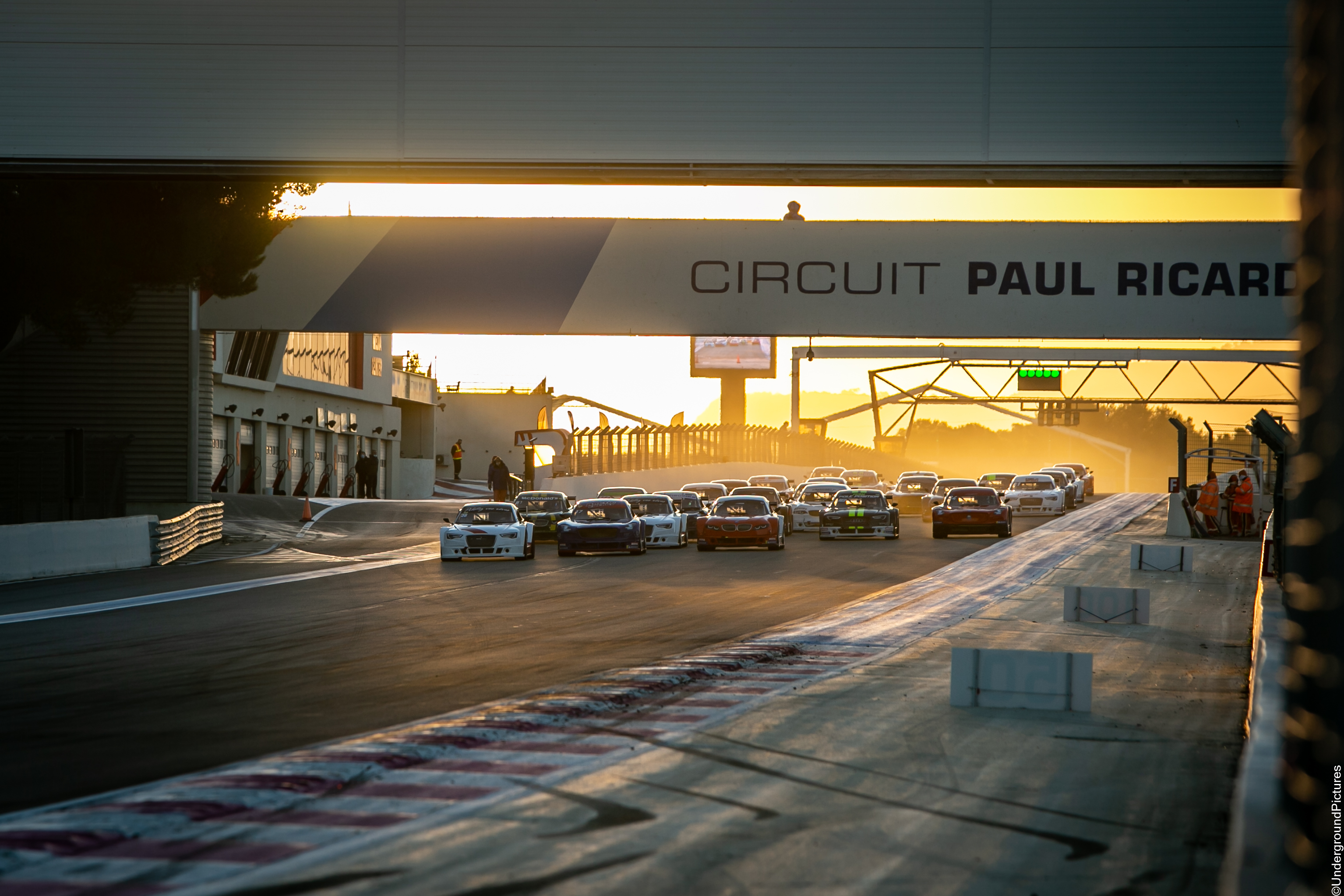
Le départ d'une course de Midget France.
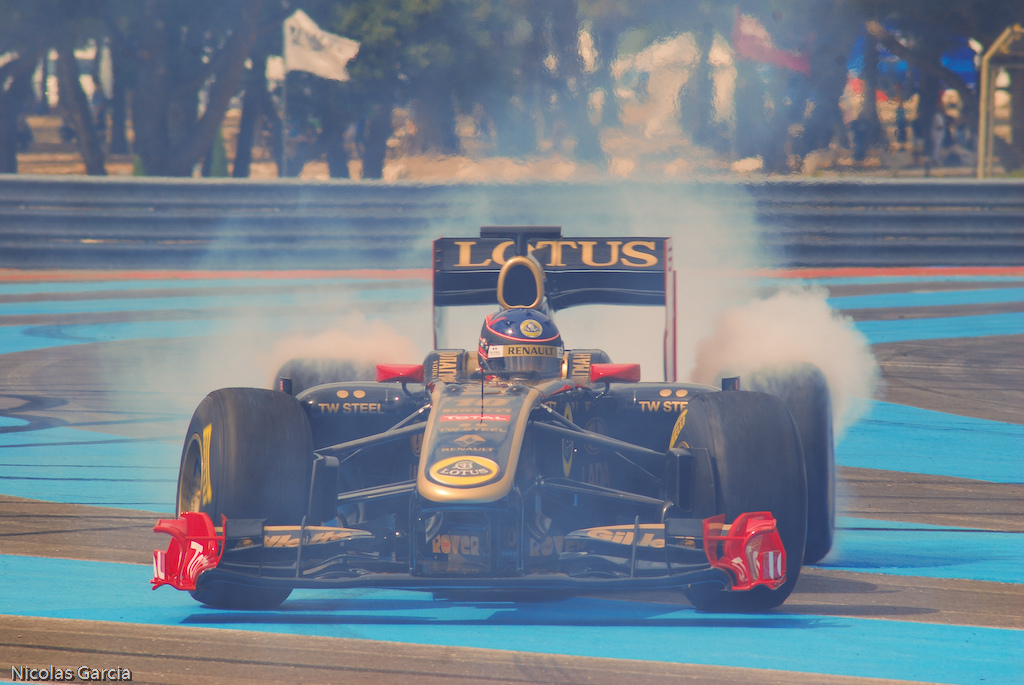
Nicolas Prost effectue des donuts avec une Renault F1 R30 de 2011.
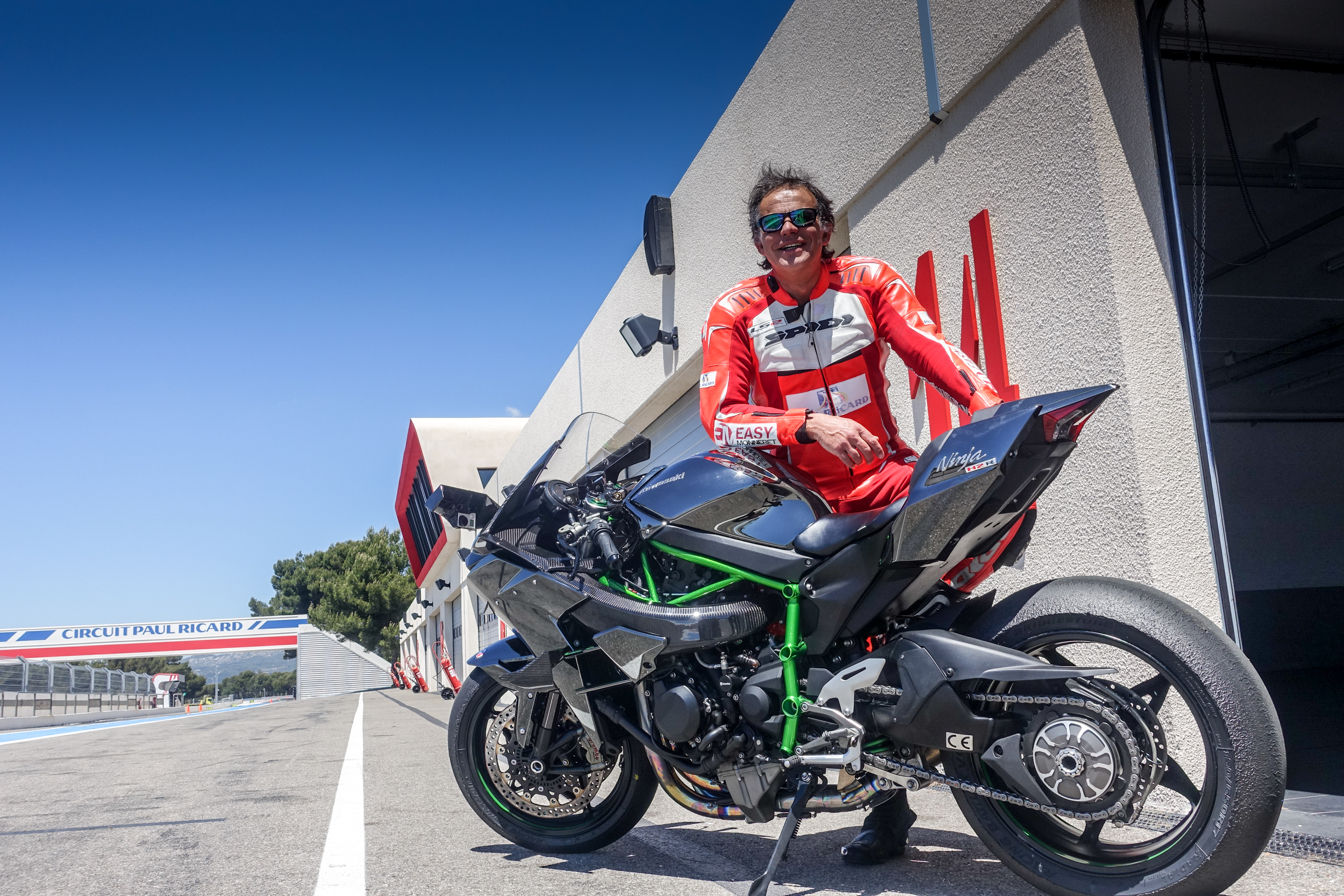
Le 21 mai 2015, pour le magazine Automoto sur TF1, Philippe Monneret devient le pilote le plus rapide du monde sur circuit en atteignant 357 km/h sur une Kawasaki H2R à compresseur, dans la ligne droite du Mistral, étant plus rapide que les Toyota et Audi du championnat du monde d'endurance, qui ont atteint la vitesse maximale de 343 km/h[18].

## Jeux vidéo
La piste du circuit Paul-Ricard est jouable dans les jeux vidéo suivants :   
- Assetto Corsa, via un mod téléchargeable
- RaceRoom Racing Experience (en)
- F1 2018, F1 2019, F1 2020, F1 2021 et  F1 22, par Codemasters
- rFactor 2 (en), via un mod téléchargeable
- GP 500 sur PC sortie en 1999